# Arquivolta

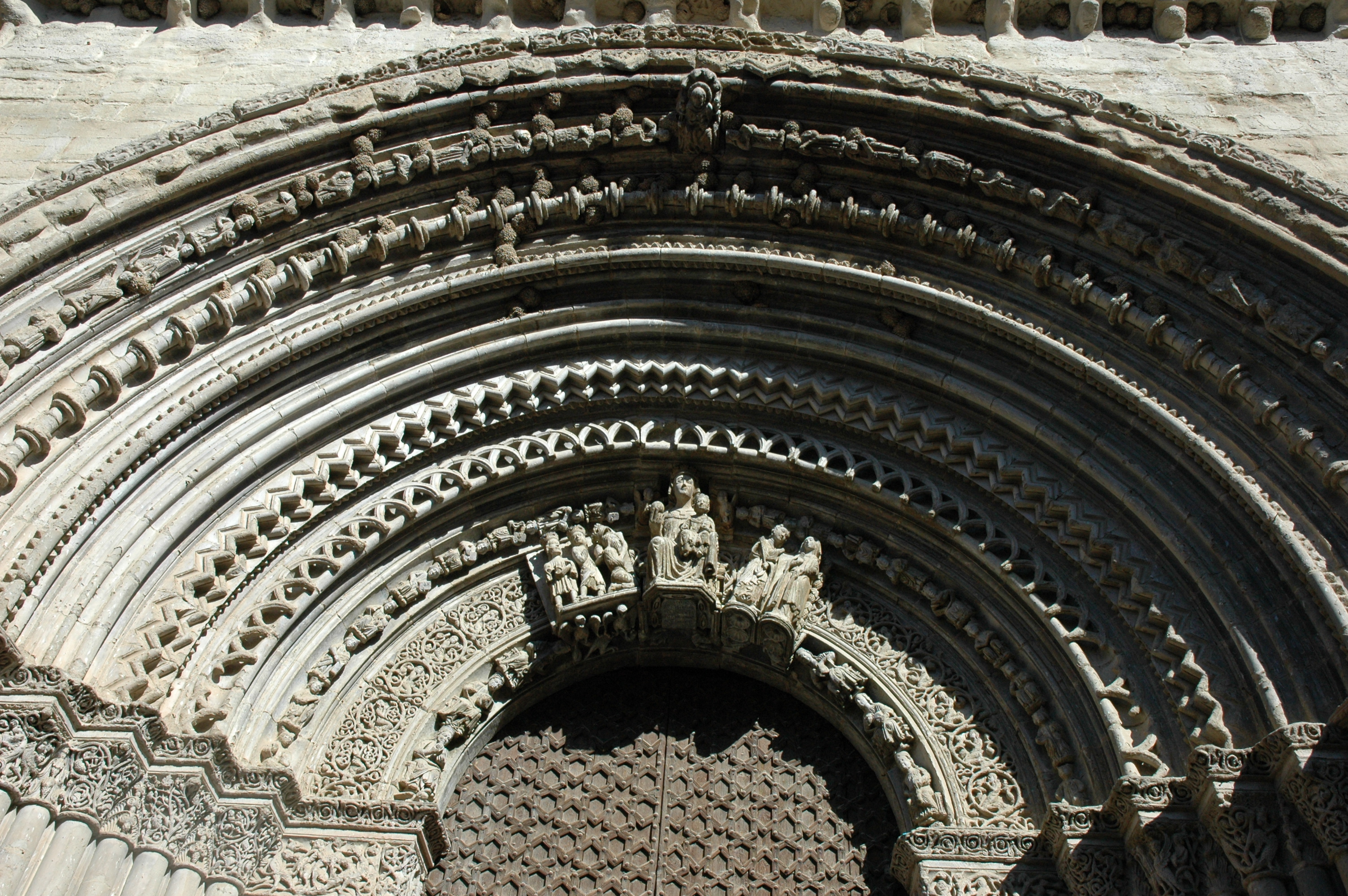
Arquivoltes de la portalada de Santa Maria d'Agramunt

Arquivolta és el conjunt de motllures esculpides a les dovelles que formen els arcs concèntrics a l'exterior de la portalada. La grandària de l'obertura es va reduint progressivament mitjançant les arquivoltes i els brancals esbiaixats fins a arribar a la reduïda obertura d'accés.
Tingué un gran desenvolupament en els estils romànic i gòtic. Hom disposava aquestes escenes generalment en sentit radial en el romànic i longitudinal en el gòtic.